# Municipio de Roc Roe (condado de Monroe)
El municipio de Roc Roe (en inglés: Roc Roe Township) es un municipio ubicado en el condado de Monroe en el estado estadounidense de Arkansas. En el año 2010 tenía una población de 296 habitantes y una densidad poblacional de 2,9 personas por km².

## Geografía
El municipio de Roc Roe se encuentra ubicado en las coordenadas 34°37′4″N 91°21′2″O / 34.61778, -91.35056. Según la Oficina del Censo de los Estados Unidos, el municipio tiene una superficie total de 101.93 km², de la cual 98,97 km² corresponden a tierra firme y (2,91 %) 2,96 km² es agua.

## Demografía
Según el censo de 2010, había 296 personas residiendo en el municipio de Roc Roe. La densidad de población era de 2,9 hab./km². De los 296 habitantes, el municipio de Roc Roe estaba compuesto por el 92,57 % blancos, el 4,73 % eran afroamericanos, el 0,34 % eran amerindios y el 2,36 % eran de una mezcla de razas. Del total de la población el 1,35 % eran hispanos o latinos de cualquier raza.